# Jean-Noël Missa
Pour les articles homonymes, voir Missa.
Jean-Noël Missa, né le 16 septembre 1960 à Uccle, est un universitaire et philosophe belge.
Il est actuellement professeur à l'Université libre de Bruxelles ainsi qu'à l'Université de Mons et directeur de recherches au Fonds national de la recherche scientifique.
Ses recherches portent sur la philosophie des sciences biomédicales (en particulier, dans le domaine des neurosciences et de la psychiatrie biologique) et sur la bioéthique.

## Formation et parcours académique
Docteur en médecine (1985) et docteur en philosophie (1992), professeur à l'université libre de Bruxelles et maître de recherches au Fonds national de la recherche scientifique (FNRS).
- Codirecteur du Centre de recherches interdisciplinaires en bioéthique (CRIB)[1]
- Membre du Comité consultatif de bioéthique de Belgique[2] (CCBB)
- En 2002-2003, il a été Fulbright Visiting Research Scholar à l'université de New York
- Ancih
- en président de la Société belge de philosophie
- Actuel président de la Société pour la philosophie de la technique
- Récemment nommé membre expert à la Commission européenne pour l'European Research Council Peer Review Evaluation (2008-2009).

## Prix et distinctions
- Il a obtenu le prix Frans Jonckheere sur l’histoire de la médecine de l’Académie royale de médecine de Belgique en 2008, pour son ouvrage Naissance de la psychiatrie biologique
- Il est membre de l'Académie royale des sciences, des lettres et des beaux-arts de Belgique (Classe Technologie et Société), élu le 29 mai 2009[3].